# 2232 Altaj
A 2232 Altaj (ideiglenes jelöléssel 1969 RD2) a Naprendszer kisbolygóövében található aszteroida. Bella Burnaseva fedezte fel 1969. szeptember 15-én.